# Daniel Mermet
Pour les articles homonymes, voir Mermet.
Daniel Mermet, né le 16 décembre 1942 aux Pavillons-sous-Bois en Seine-Saint-Denis, est une personnalité française du journalisme et de la radio. Il est surtout connu pour son rôle de producteur et animateur de l'émission Là-bas si j'y suis sur France Inter de 1989 à 2014. Il est également écrivain.
Mermet est aussi cofondateur de l'association Attac, qui milite pour la taxation des transactions financières et l'action citoyenne.

## Biographie

### Formation et débuts professionnels
Il est issu d'une famille ouvrière de la banlieue parisienne, comptant huit enfants.
En 1962, il sort diplômé de l'École normale d'arts appliqués de Paris et étudie aussi à l'École nationale supérieure des beaux-arts,. À la même époque, ses premiers engagements politiques le rapprochent des positions du FLN et du réseau Jeanson. Le 17 octobre 1961, il est témoin des massacres sur le pont Saint-Michel à Paris.
À la fin des années 1960, il dessine et fabrique des modèles de jouets en bois pour l'industrie. Il dessine également pour l'industrie textile et collabore au magazine Elle. Il a brièvement collaboré avec Paul Grimault ce qui lui a donné l'occasion de rencontrer Pierre et Jacques Prévert.

### Les années 1970 et 1980
Daniel Mermet crée en 1973 le « Théâtre de la table qui recule ». Un spectacle, Mortimer Baltimore, est joué entre autres au Festival d'Avignon. Daniel Mermet connaît des difficultés financières, et la troupe disparaît lorsque son fondateur entre à France Culture en 1976 où il réalise des contes quotidiens et des émissions sur l'art brut (Dans la Banlieue de l'Art).
En 1977, il entre à L'Oreille en coin de Jean Garretto et Pierre Codou sur France Inter où il réalise une émission de voyage poétique (Dans la ville de Paramaribo, il y a une rue qui monte et qui ne descend jamais), puis il fait une émission quotidienne d'horreur en 1984 : Chair de poule,(un livre en sera extrait en 1991 : Ugly : Ohmondieumondieumondieu ! paru aux éditions du Seuil), sur le jazz Charlie Piano Bar en 1983, et une émission humoristique en 1987, Bienvenue à bord du Titanic.
Outre ces émissions, il participera aussi à des programmes radiophoniques érotiques : Tendre est la nuit et Malin plaisir et La Coulée Douce durant les étés 1985 et 1986, une émission « suffisamment érotique pour que des poils se hérissent » qui fit scandale.[réf. nécessaire]

### ÉmissionLà-bas si j'y suis(1989-2014)
En septembre 1989, Daniel Mermet crée sur France Inter Là-bas si j'y suis, une émission quotidienne de voyage, d'enquête et de grands reportages. Il produit cette émission pendant près de 25 ans, jusqu'en juin 2014. Là-Bas si j'y suis est plusieurs fois récompensée : le prix Ondas 1992, le prix de la Société civile des auteurs multimédia (Scam) en 1993 et celui du Conseil français de l'audiovisuel 1998. Mermet est également cofondateur d'Attac,, reprenant en décembre 1997, à l'antenne de France Inter, l'idée d'Ignacio Ramonet de créer ce groupe contre ce qui est présenté comme l'incurie des marchés. Le 21 juin 2013, Daniel Mermet obtient le « grand prix Scam 2013 pour l'ensemble de son œuvre ».

#### Ligne éditoriale
Là-Bas si j'y suis est une émission clairement engagée à gauche,, orientation que Daniel Mermet revendique par ailleurs,. 
La manière de présenter Là-bas si j'y suis montre les engagements sociétaux de Daniel Mermet ; Mermet a ainsi produit des reportages afin de lutter contre le Front national, de protester contre l'invasion de la Tchétchénie, d'aider une rescapée d'un goulag nord-coréen ou encore d'interviewer l'ancien médecin nazi Hans Münch, précipitant sa mise en accusation face au tribunal correctionnel par de multiples associations. Outre ces reportages, Mermet produit aussi des émissions plus légères et au ton pittoresque. Moins fréquents que les reportages engagés, ces reportages n'en représentent pas moins une grande part de l'émission.
François Ruffin, futur député La France insoumise, ainsi que des voix de Radio France comme Sonia Kronlund (productrice des Pieds sur terre sur France Culture) ou Yann Chouquet, devenu directeur des programmes de France Inter, ont travaillé pour son émission.
La ligne éditoriale de l'émission a parfois été critiquée par certains journalistes de la rédaction de France Inter, comme opposée à la recherche de la neutralité à laquelle eux doivent s'astreindre. Détenteur d'une carte de presse depuis la fin des années 1990, Daniel Mermet et Là-Bas si j'y suis ne dépendaient cependant pas de la rédaction, mais de la direction des programmes de Radio France,,.

#### Reportages marquants
Parmi les reportages considérés comme marquants de l'émission, figure la série d'émissions au Rwanda, où Daniel Mermet s'est rendu avec le journaliste de RFI Jérôme Bastion au moment du génocide des Tutsis en 1994. Ils avaient découvert au milieu d'un charnier, une petite fille vivante, Valentine. Un an après, Daniel Mermet est retourné au Rwanda, et a retrouvé Valentine,. 
Lors d'un reportage à Sarajevo pendant la guerre de Bosnie-Herzégovine, Daniel Mermet est grièvement blessé le 24 août 1992, victime d'un accident de voiture alors qu'il circulait à vive allure pour se prémunir contre de possibles tirs de snipers,,.
Des reportages de l'émission ont servi de base à un spectacle chorégraphique de Denis Plassard, Onde de choc (1999). En 2002, avec Antoine Chao, Daniel Mermet met en scène Mords la main qui te nourrit avec des chômeurs stagiaires à la Maison de la Culture d'Amiens.
En 1999, l'une de ses émissions, Carnets de voyages fait figure de journal de voyage,.
En 2014, il reçoit Fanny Bugnon, auteur du livre Les Amazones de la terreur, Sur la violence politique des femmes, de la Fraction armée rouge à Action directe, dans le cadre d'une émission rétrospective sur le mouvement d'extrême gauche.

### Là-Bas si j'y suissur Internet (depuis 2015)
À la suite de son licenciement de France Inter en juin 2014, Daniel Mermet fonde l'Association Modeste et Géniale, une association à but non-lucratif avec laquelle il continue Là-Bas si j'y suis sur internet. L'association emploie une dizaine de travailleurs : journalistes, monteurs, réalisateurs et chroniqueurs. Le format privilégié reste le grand reportage radio, mais le site propose également des textes, entretiens, chroniques ou reportages vidéos. Le site (la-bas.org) fonctionne sur abonnement et revendique 20 000 abonnés et 1 million de vues par mois. L'association publie ses comptes chaque année.
En novembre 2017, Daniel Mermet fait condamner Radio France en appel pour licenciement sans cause réelle ni sérieuse. L'entreprise publique est condamnée à 300 000 euros d'indemnités pour avoir renouvelé ses CDD pendant près de 40 ans.

## Controverses

### Gestion du personnel
En 2013, les pratiques de gestion du personnel de Daniel Mermet, déjà mises en cause par le journaliste Olivier Cyran dans le journal CQFD dix ans plus tôt, font l'objet, dans la revue Article 11, d'une enquête du même Olivier Cyran intitulée « Daniel Mermet ou les délices de “l'autogestion joyeuse” ». Elle révèle les plaintes de deux anciens collaborateurs de l'émission Là-bas si j'y suis,,,,. Cette polémique a trouvé son dénouement en novembre 2013 : à la suite d'une enquête du CHSCT de Radio France, le DRH Christian Mettot avait déclaré dans Télérama : « À ce jour, le dossier est clos. J'y ai vu des signes de mal-être, mais pas de preuve tangible et irréfutable de harcèlement. Pour moi, Daniel Mermet n'a pas franchi la ligne rouge. [...] »
François Ruffin, qui a longtemps travaillé pour l'émission, estime que « dans ce portrait tout en obscurité, [il ne reconnaît] pas [s]on patron ». D'autres collaborateurs et anciens collaborateurs de Là-bas si j'y suis, Antoine Chao, Agnès Le Bot et Christophe Imbert, ont dénoncé le caractère militant de l'article d'Olivier Cyran. Leurs témoignages, publiés sur différents sites internet, dont Rue89 et Fakir, ont été regroupés sur le site non officiel de « Là-bas si j'y suis », sous le titre : « Daniel Mermet, Là-bas si j'y suis répond ».
En 2020, une grève de dix salariés sur douze, du site qu'il a créé, amène fin 2022, à une condamnation aux prud'hommes pour harcèlement moral.

### Relaxé d'incitation à la haine raciale
À l'initiative de Gilles-William Goldnadel, Daniel Mermet a été poursuivi pour avoir diffusé, en 2001, des propos d'auditeurs sur le conflit israélo-palestinien tenant, selon Goldnadel, de l'« incitation à la haine raciale ». Mermet a été relaxé en juillet 2002 et définitivement acquitté par la cour d'appel de Versailles le 20 décembre 2006. Reporters sans frontières a dénoncé des « pressions croissantes exercées sur les journalistes critiquant la politique d'Ariel Sharon ».

## Réalisation de documentaires

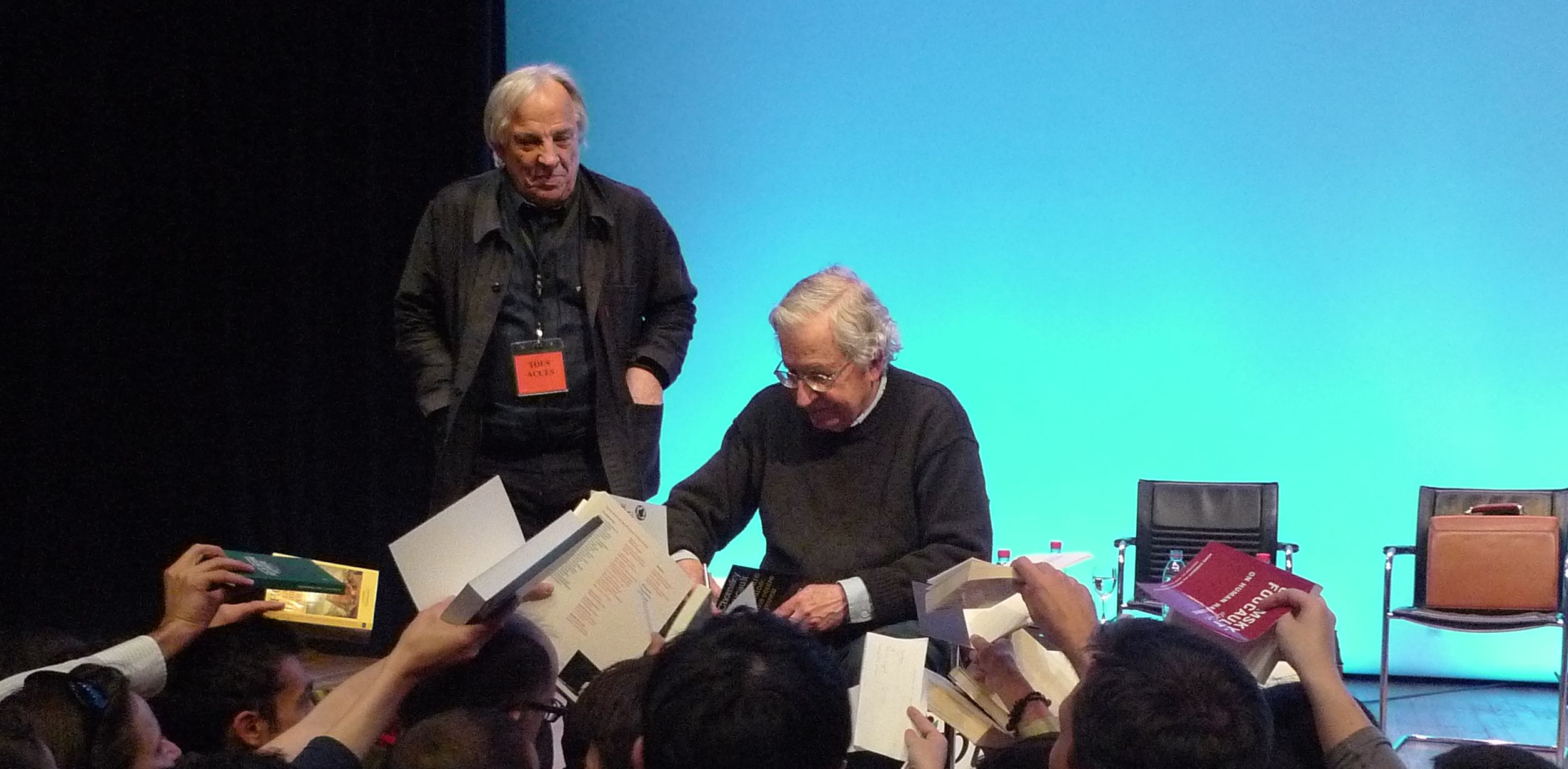
Daniel Mermet (debout) à côté de Noam Chomsky dédicaçant ses livres à Paris (2010).

- 2008 : Chomsky et Cie, documentaire d'Olivier Azam et Daniel Mermet
- 2009 : Chomsky et le Pouvoir, documentaire d'Olivier Azam et Daniel Mermet
- 2015 : Howard Zinn, une histoire populaire américaine, documentaire de Daniel Mermet et Olivier Azam

## Publications

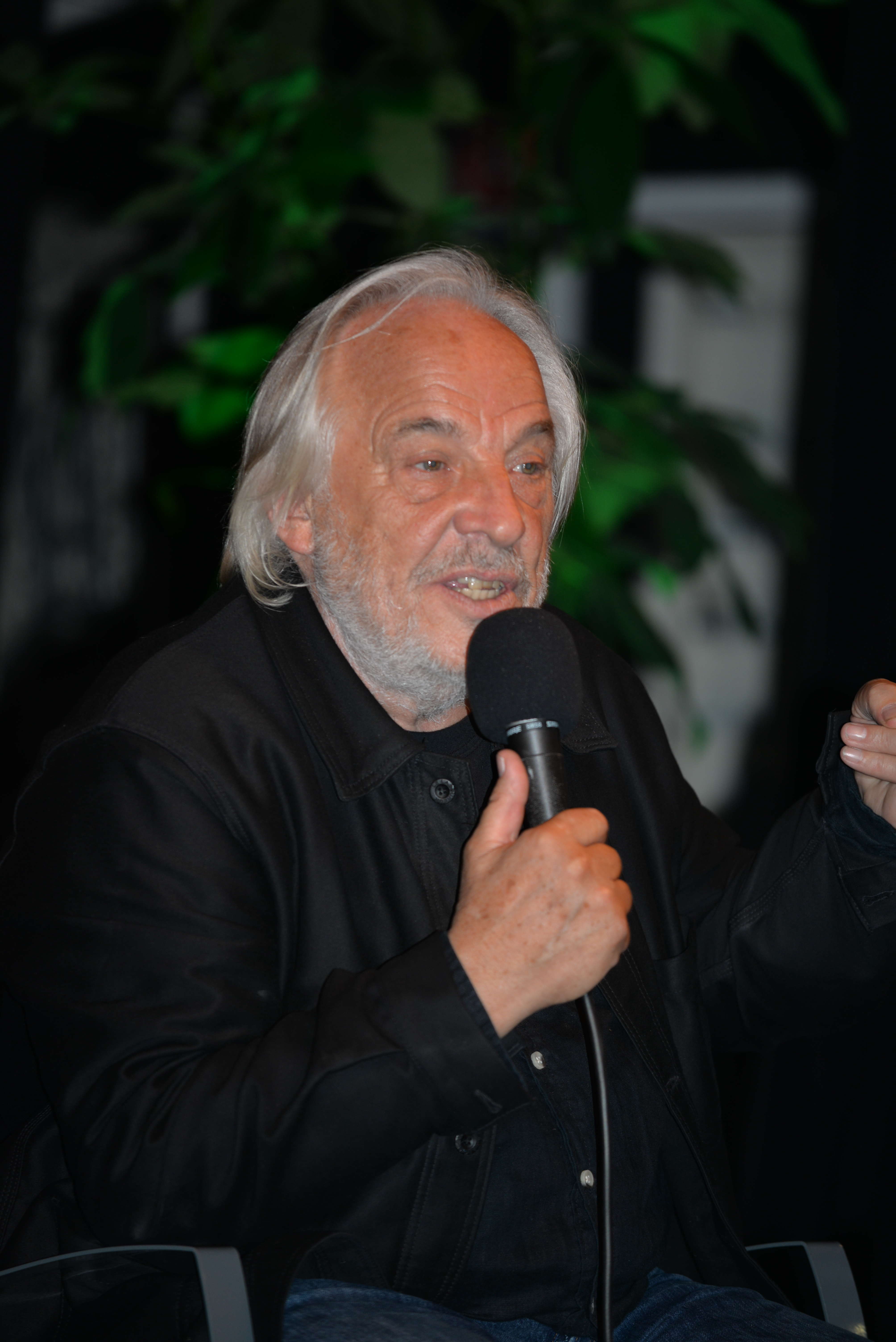
Daniel Mermet au festival du livre de Mouans-Sartoux en octobre 2015.

### Livres
- Là-bas si j'y suis : carnets de routes, Paris, Pocket, 2000, 444 p. (ISBN 2-266-10424-1)
- Là-bas si j'y suis : carnets de voyages, Agenda 2000, Eden, 1999, 100 p. (ISBN 2-913245-09-9)
- Là-bas si j'y suis : carnets de voyages, Agenda 2001, Eden, 2000, 110 p. (ISBN 2-913245-22-6)
- Là-bas si j'y suis : carnets de voyages, Agenda 2002, Eden, 2001, 150 p. (ISBN 2-913245-37-4)
- Ugly : Ohmondieumondieumondieu, Paris, Point virgule, 2002, 152 p. (ISBN 2-02-055869-6)
- Daniel Mermet et Henri Galeron, L'île du droit à la caresse, Paris, Panama, 2004, 26 p. (ISBN 2-7557-0128-5 et 2-7557-0128-5)
- Post-scriptum sur l'insignifiance suivi de Dialogue, La Tour-d'Aigues, édition de l'Aube, 2007, 149 p. (ISBN 978-2-7526-0372-2)

### CD-livre
- 2001 : Nos années Pierrot C'était les années d'après 68…, coédition La Découverte / France Inter  (ISBN 2-7071-3578-X)

- Reprise de l'émission Là-bas si j'y suis du 25 avril 2001
- Inclus dans un livre de 47 pages
- Illustration musicale :
The Left hand of God, de Victor Young, interprété par le Charlie Haden Quartet West
J'aurais bien voulu, L'Ours, Signalétique, de et interprété par Jacques Higelin et Areski Belkacem, extraits de l'album Higelin et Areski
| 1.  | Dans mon sac, j'ai mis une chemise blanche     | 4:43 |
| 2.  | La Panhard jaune                               | 3:06 |
| 3.  | Il fait beau comme jamais                      | 6:23 |
| 4.  | Pierrot                                        | 4:04 |
| 5.  | Ardèche                                        | 2:01 |
| 6.  | La Pompe                                       | 3:48 |
| 7.  | Enfance                                        | 5:42 |
| 8.  | Notre petit grand soir                         | 3:03 |
| 9.  | On en a marre de bouffer à la table qui recule | 4:26 |
| 10. | Peindre son lac                                | 2:42 |
| 11. | Dernière fois                                  | 2:50 |
| 12. | De sa belle mort                               | 6:20 |